# Haven Hill
Der Haven Hill ist ein 1348 m hoher Hügel in der antarktischen Ross Dependency. In der Queen Elizabeth Range des Transantarktischen Gebirges ragt er 3 km westlich des Mount Tedrow an der Südflanke des Kent-Gletschers auf.
Der United States Geological Survey kartierte ihn anhand eigener Tellurometervermessungen und Luftaufnahmen der United States Navy aus den Jahren von 1960 bis 1962. Das Advisory Committee on Antarctic Names benannte ihn 1966 nach Stoner B. Haven, der 1960 als Biologe im Rahmen des United States Antarctic Research Program auf der McMurdo-Station tätig war.